# Valter Casimiro Silveira
Valter Casimiro Silveira (29 de janeiro de 1973) é um contador e administrador Brasileiro, tendo exercido o cargo de Ministro de Estado dos Transportes, Portos e Aviação Civil no governo de Michel Temer. Foi Diretor-Geral do Departamento Nacional de Infraestrutura de Transportes (DNIT), sendo posteriormente nomeado e empossado no 3 de abril de 2018, no cargo de Ministro dos Transportes, Portos e Aviação Civil.
 

Foi Secretário de Transportes e Mobilidade do Distrito Federal, entre 1º de janeiro de 2019 até 13 de abril de 2023. Valter Casimiro agora atua como Secretário de Obras do Distrito Federal, sendo nomeado 4 de de abril de 2024 pelo governador Ibaneis Rocha.